# Syngastes spinifer
Syngastes spinifer is een eenoogkreeftjessoort uit de familie van de Tegastidae. De wetenschappelijke naam van de soort is voor het eerst geldig gepubliceerd in 1983 door Fiers.